# Telefonvorwahl (Irland)
Die Telefonvorwahlnummern in Irland umfassen Vorwahlnummern für das Festnetz und das Mobilnetz sowie Sonderrufnummern, die ohne Vorwahl erreichbar sind. Die Regulierung der Telefonnummern erfolgt (seit Ende 2002) durch die Commission for Communications Regulation (ComReg, irisch An Coimisiún um Rialáil Cumarsáide).

## Notfallnummern
Als Notfallnummern dient in erster Linie die 999. Im Rahmen der europäischen Harmonisierung kann auch die 112 (auch für SMS) genutzt werden.

## Festnetz
Die Festnetznummern beginnen mit einer führenden Null, die immer mitgewählt wird.
Die Telefonvorwahlnummern des Festnetzes werden von außerhalb Irlands mit der internationalen Telefonvorwahl (Landesvorwahl) +353 und anschließend der Verbindungsnummer inklusive der führenden Null gewählt, z. B. für Dublin: 00353 01 xxx xxxx, wobei die beiden führenden Nullen (00) in den meisten Ländern als internationale Verkehrsausscheidungsziffern verwendet werden.

## Mobilnetz
Die Vorwahlnummern des Mobilnetzes beginnen stets mit 08, z. B.: 00 353 08x xxxx xxx.
Die Mobilfunknummern haben mit den führenden 08 stets 10 Ziffern. Mit der Deregulierung und Portabilität seit 2003 kann nicht zwingend auf den Anbieter geschlossen werden.
Bei einer neuen Rufnummerausgabe werden folgende Vorwahlen zugeteilt:
- Three: 083 und 086
- Eircom (Eir): 085
- Vodafone: 087

Virtuelle Mobilfunkanbieter sind (über das Three-Netzwerk) BlueFace, 48, TescoMobile, LycaMobile, Virgin Mobile, (über das Eircom-Netzwerk) GoMo, (über das Vodafone-Netzwerk) An Post Mobile, Clear Mobile und Sky Mobile.
VoiceMail-Nummern haben eine 5 nach der Vorwahl des jeweiligen Anbieters.
Für die Machine-to-Machine-Kommunikation wird die Mobilfunkvorwahl 088 verwendet.

## Sondervorwahl für Nordirland
Für die Anwahl des Festnetzes in Nordirland ist die Vorwahl 048 (früher: 080).

## Premiumdienste und kostenfreie Nummern
Die Premiumdienste haben den vierstelligen Code 15xx vorangestellt.
00800 und 1800 sind kostenfreie Nummern.

## Zonen im Festnetz

Vorwahlzonen Irlands

- 01 – Dublin und Umgebung (Teile der Countys Kildare, Meath und Wicklow)

- 02x – Cork und Umgebung
  - 021 – Cork, Kinsale und Coachford
  - 022 – Mallow
  - 023 – Bandon
  - 024 – Youghal
  - 025 – Fermoy
  - 026 – Macroom
  - 027 – Bantry
  - 028 – Skibbereen
  - 029 – Kanturk

- 04 – der Nordosten und die Midlands[1]
  - 0402 – Arklow
  - 0404 – Wicklow
  - 041 – Drogheda
  - 042 – Dundalk, Carrickmacross und Castleblaney
  - 043 – Longford und Granard
  - 044 – Mullingar, Castlepollard und Tyrrellspass
  - 045 – Naas, Kildare (Stadt) und Curragh
  - 046 – Navan, Kells, Trim, Edenderry und Enfield
  - 047 – Monaghan und Clones
  - 049 – Belturbet, Cavan, Cootehill und Oldcastle

- 05 – Midlands und Südosten
  - 0504 – Thurles
  - 0505 – Roscrea
  - 051 – Waterford, New Ross, Kilmacthomas und Carrick-on-Suir
  - 052 – Clonmel, Cahir und Killenaule
  - 053 – Wexford, Enniscorthy, Ferns und Gorey
  - 056 – Kilkenny, Castlecomer und Freshford
  - 057 – Portlaoise, Abbeyleix, Birr und Tullamore
  - 058 – Dungarvan
  - 059 – Carlow, Athy, Muine Bheag und Baltinglass

- 06 – Mittlerer Westen und Südwesten
  - 061 – Limerick, Shannon und Scarriff
  - 062 – Tipperary und Cashel
  - 063 – Charleville
  - 064 – Killarney und Rathmore
  - 065 – Ennis, Ennistymon und Kilrush
  - 066 – Tralee, Daingean Uí Chúis (Dingle), Killorglin und Cahirciveen
  - 067 – Nenagh
  - 068 – Listowel
  - 069 – Newcastle West

- 07 – Nordwesten
  - 071 – Sligo, Manorhamilton und Carrick-on-Shannon
  - 074 – Letterkenny, Donegal, Dungloe und Buncrana

- 09 – Westen und Midlands
  - 090 – Athlone, Ballinasloe und Roscommon
  - 091 – Galway, Gort und Loughrea
  - 093 – Tuam
  - 094 – Castlebar, Claremorris, Ballinrobe und Castlerea
  - 095 – Clifden
  - 096 – Ballina
  - 097 – Belmullet
  - 098 – Westport
  - 099 – Kilronan